# Claudio Scimone
Pour les articles homonymes, voir Scimone.
Scènes principales
Orchestre philharmonique royal

Orchestre philharmonique de Monte-Carlo
Claudio Scimone, né le 23 décembre 1934 à Padoue et mort le 6 septembre 2018 dans la même ville, est un chef d'orchestre italien.

## Biographie
Après avoir étudié la direction d'orchestre avec les chefs Carlo Zecchi, Dimitri Mitropoulos et Franco Ferrara, Claudio Scimone atteint une notoriété internationale en enregistrant pour la firme Erato l'intégrale des Concertos pour flûte de Vivaldi, à la demande de — et avec — le flûtiste Jean Pierre Rampal en 1966. Rapidement, il est invité à diriger quelques-uns parmi les plus grands orchestres symphoniques, dont l'Orchestre philharmonique royal de Londres et l'Orchestre symphonique Yomiuri du Japon à Tokyo.
Entre 1952 et 1957, il a écrit la rubrique musicale de la revue La gazzetta del Veneto.
En 1959, il fonde à Padoue l'orchestre I Solisti Veneti, avec lequel il interprète principalement un répertoire de musique baroque italienne, et donne plus de 5 000 concerts sur tous les continents.

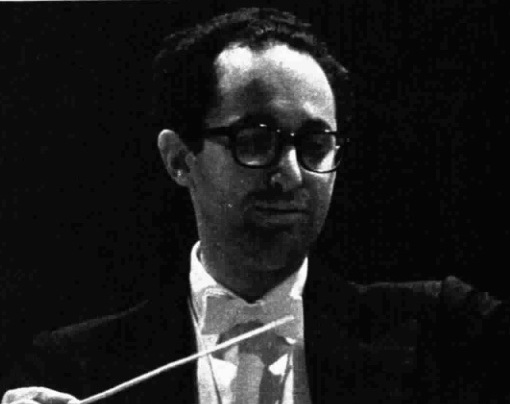
Claudio Scimone en 1975.

Dans les années 1970, il dirige notamment l'Orchestre philharmonique de Monte-Carlo et produit, avec le guitariste Turibio Santos, un disque contenant des œuvres de Joaquin Rodrigo, comme le Concerto d'Aranjuez et la Fantaisie pour un gentilhomme.
Il redécouvre également bon nombre d'opéras méconnus de Rossini, comme Mosè in Egitto, Ermione, Maometto II, L'Italienne à Alger (qu'il enregistre avec Marilyn Horne).
De 1979 à 1986, il dirige l'Orchestre de la Fondation Gulbenkian de Lisbonne, dont il devient ensuite le directeur honoraire.
Pendant 27 ans, il dirige le conservatoire Pollini de Padoue et enseigne au conservatoire Benedetto Marcello de Venise.
Son activité discographique a été particulièrement importante et compte près de 200 enregistrements, la plupart pour la firme française Erato.
Son travail a aidé à redécouvrir la musique instrumentale italienne du XVIIIe siècle.

## Récompenses
Parmi les prix les plus prestigieux qu'il a reçus, figurent les trois « Grand prix du disque » de l'Académie Charles-Cros de Paris et un Grammy Award de Los Angeles.
Claudio Scimone a été fait chevalier grand-croix de l'ordre du Mérite de la République italienne, et a reçu la médaille d'or du Mérite pour l'art et la culture du président de la République italienne en 2000. Enfin, en 2008, à Venise, il a reçu, avec les musiciens de I Solisti Veneti, le prix Arthur-Rubinstein.